# 小林仁志
小林 仁志（こばやし さとし、1978年7月20日 - ）は、日本の稲作篤農家。 かわばファーム株式会社代表取締役を務める。縁人-enjin-（世田谷・川場縁組協定交流事業）副隊長。

## 概要
1978年7月20日、群馬県利根郡川場村出身。1997年、群馬県立沼田高等学校を卒業、2002年、國學院大學文学部史学科を卒業。2014年9月30日、農用地等借受応募を提出。2015年11月23日、第17回米・食味分析鑑定コンクール：国際大会・認定農業者部門で、特別優秀賞を受賞する。2016年8月2日、地方創生加速化交付金の交付（オール川場産でもてなす地鶏ブランド化プロジェクト）。11月、地鶏飼育販売会社「かわばファーム」を設立
、12月4日、第18回米・食味分析鑑定コンクール:国際大会・国際部門で金賞を受賞する。2017年4月、上州地鶏で親子丼を開発する。2017年7月20日、農用地利用配分計画の認可を受けた。11月26日、第19回米・食味分析鑑定コンクール:国際大会・国際部門でも金賞を受賞している。12月28日、ギネス世界記録認定『世界最高米』2018年原料米に認定された。